# Karyn White
Karyn Layvonne White (Los Angeles, California; 14 de octubre de 1965) es una cantante de r&b/soul que alcanzó popularidad a finales de la década de 1980 y principios de la de 1990. Es conocida por varios sencillos éxitos, incluidos "Superwoman" (1988) (U.S. R&B #1),  "Secret Rendezvous" (1989) (U.S. Dance #1), "The Way You Love Me" (1988) (U.S Dance #1) y "Romantic" (1991) (U.S. Hot 100 #1).

## Primeros años
White nació en Los Ángeles, hija de Vivian y Clarence White. Es la menor de cinco hijos. Cantó en el coro de una iglesia y trabajó como corista. Luego cantó en el sencillo de Jeff Lorber de Private Passion de 1986 "Facts of Love", "True Confessions" y "Back in Love" antes de firmar con Warner Bros. Records.

## Carrera musical
El álbum debut homónimo de White, Karyn White, fue lanzado en 1988.  Fue producido por L.A. Reid y Babyface y alcanzó el estatus de platino en los EE. UU. El álbum contenía los sencillos de éxito Hot 100 "The Way You Love Me", "Secret Rendezvous" y "Superwoman", así como el éxito de R&B n.º 1 "Love Saw It", un dueto con el propio Babyface. White fue nominada en la categoría Mejor Artista Nuevo R&B/Urbano Contemporáneo para los Soul Train Music Awards de 1989, que ganó Al B. Sure! También recibió nominaciones a dos premios Grammy. Se convirtió en la primera artista femenina en tener los primeros tres lanzamientos en solitario de su álbum debut en el número 1 en las listas de R&B.
Su siguiente álbum fue Ritual of Love en 1991. Tenía canciones producidas por Jimmy Jam y Terry Lewis e incluía el exitoso sencillo "Romantic", que alcanzó el número uno en el Billboard Hot 100 de Estados Unidos. Otros sencillos del álbum incluyen «"The Way I Feel About You" (n.º 12 en Estados Unidos), "Walkin' the Dog" y "Do Unto Me" (los dos últimos no entraron en las listas). El fotógrafo y director Matthew Rolston dirigió el videoclip del exitoso sencillo "Romantic". Michael Walls, que fue acreditado como estilista en Ritual of Love, trabajó con White en el look de la portada del álbum Ritual of Love y en tres de los videos musicales lanzados para el álbum. Walls tuvo la idea de las perlas inspiradas en Chanel y el vestido negro que se usaron en la portada del álbum, el look de mucama francesa y los múltiples cambios de vestuario para el videoclip de "The Way I Feel About You" y el videoclip de "Walkin' the Dog", que se basó en una escena de la película Sweet Charity.
Su siguiente álbum fue Make Him Do Right en 1994. El álbum no se vendió bien, aunque sí llegó a las listas con los sencillos "Hungah" y "Can I Stay With You", escrita por Babyface, que se convirtió en su último éxito Top 10 de R&B de EE. UU. a principios de 1995. "I'd Rather Be Alone", su último sencillo en las listas hasta la fecha, alcanzó el puesto número 50 en la misma lista más tarde ese año. En 1995, White apareció con Mary J. Blige , Monica y otros para el sencillo "Freedom (Theme from Panther)" para la banda sonora de la película de Melvin Van Peebles del mismo nombre.
White dejó Warner Bros. Records en 1999 y se retiró del ojo público musical durante muchos años para formar una familia.
En 2006, grabó un nuevo álbum, titulado Sista Sista ; que estaba programado para lanzarse en 2006, pero fue archivado. Dos canciones, "All I Do" y "Disconnected", fueron lanzadas más tarde en el álbum recopilatorio de éxitos , Superwoman: The Best of Karyn White . También estaba programada para aparecer en los Soul Train Music Awards en 2009 como tributo a Babyface Edmonds. Sin embargo, esta actuación fue cancelada cuando Edmonds y Reid se retiraron de la ceremonia de Soul Train, declinando el honor. En 2011, estaba programada para filmar un piloto para una serie de telerrealidad con las cantantes de R&B Shanice y Debelah Morgan.
White lanzó su primer álbum después de una pausa de diecisiete años, Carpe Diem, en marzo de 2012. El álbum incluyó los sencillos "Sista, Sista" y "Unbreakable", ambos recibieron vídeos musicales.
En 2017, White consiguió un papel recurrente en la serie de televisión de BET Centric Beauty and the Baller como la esposa trofeo Kym Banks. También regresó con nueva música y su primer papel en un largometraje, en Gale and the Storm dirigida por Derrick Muhammad. La banda sonora de la película se lanzó el 4 de septiembre e incluyó su último sencillo "Blind Man Walking".  La película se estrenó el 12 de octubre de 2017.
Obtuvo una nominación a los premios UB Honors 2017 por la banda sonora de Gale and the Storm en la categoría "Mejor lanzamiento de álbum de R&B independiente".

## Vida personal
White se casó con Terry Lewis en 1992 y juntos tuvieron una hija, Ashley Nicole, y adoptaron a su hijo Brandon. Lewis trajo al matrimonio a sus hijos Trey y Chloe. La pareja finalmente se divorció en 1999. White luego se casó con el productor/músico Bobby G de 2007 a 2009. Luego comenzó una relación con el músico Al B. Sure! en 2012.
White residía en Rocklin, California , un suburbio de Sacramento, y dirigía un exitoso negocio de diseño de interiores y bienes raíces.

## Discografía
- Karyn White (1988)
- Ritual of Love (1991)
- Make Him Do Right (1994)
- Carpe Diem (2012)